# Tucuruí-dammen
Lago Tucuruí är en kraftverksreservoar i Brasilien med en yta av 2 875 km². Reservoaren är en tidigare dal som vattenfylldes när kraftverket byggdes. Kraftverket som invigdes 1982 ligger i Amazonas, ca 400 km från Belém vid Rio Tocantins, som är en biflod till Amazonasfloden. Det är världens fjärde största vattenkraftverk med en effekt på 7 960 megawatt. Tilloppstuben är den största i världen och har en kapacitet på 110 000 m³ vatten i sekunden. Huvudfördämningen är 11 km lång.
Efter att dalen översvämmades 1984 genomfördes avverkning av de träd som står på botten. Specialtränade dykare med specialbyggda motorsågar för undervattensbruk kapade träden, som for upp till ytan som projektiler.